# Tour de Pologne 2009

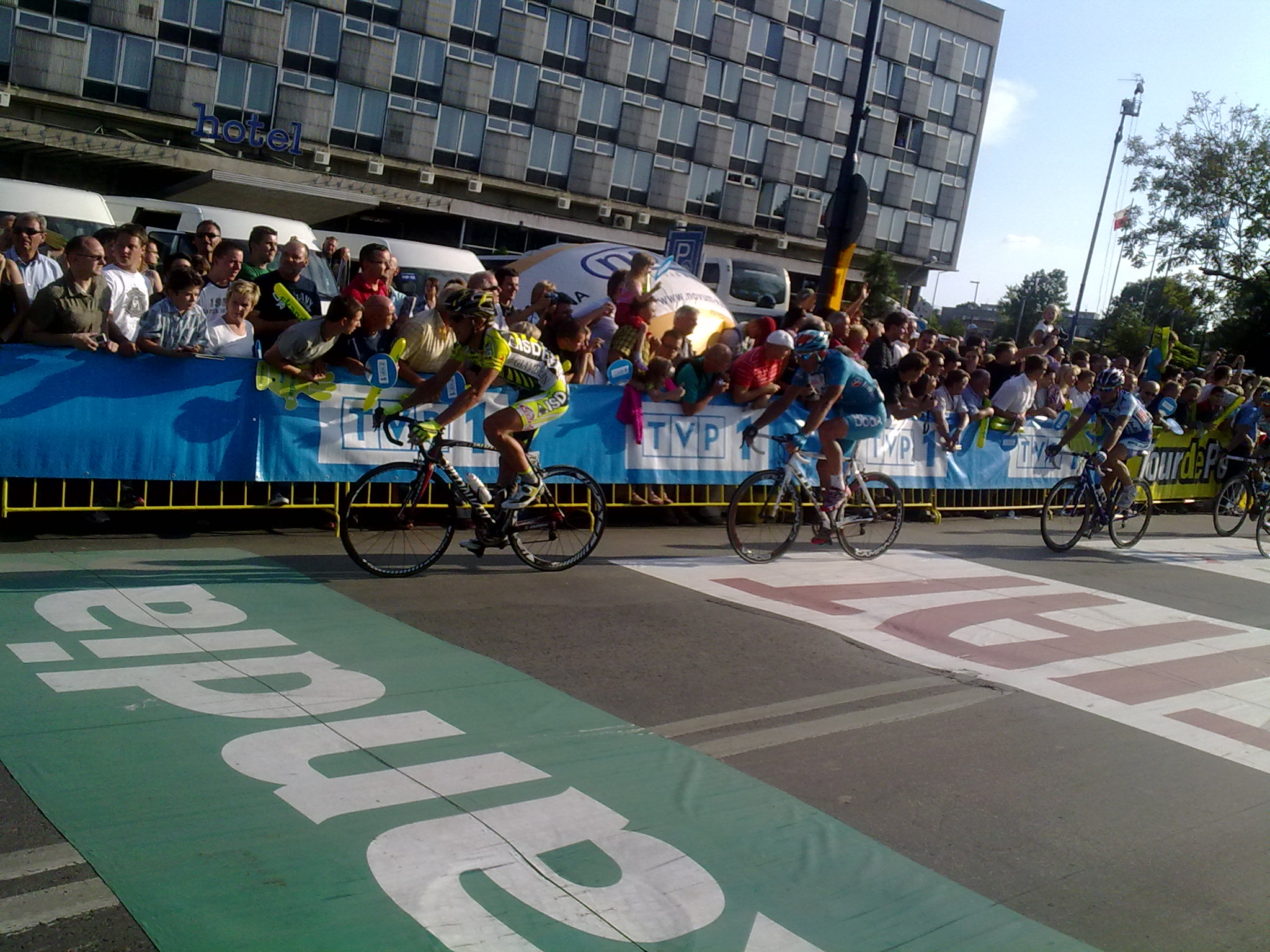
Czołowi kolarze 7. etapu TdP 2009 tuż po finiszu w Krakowie

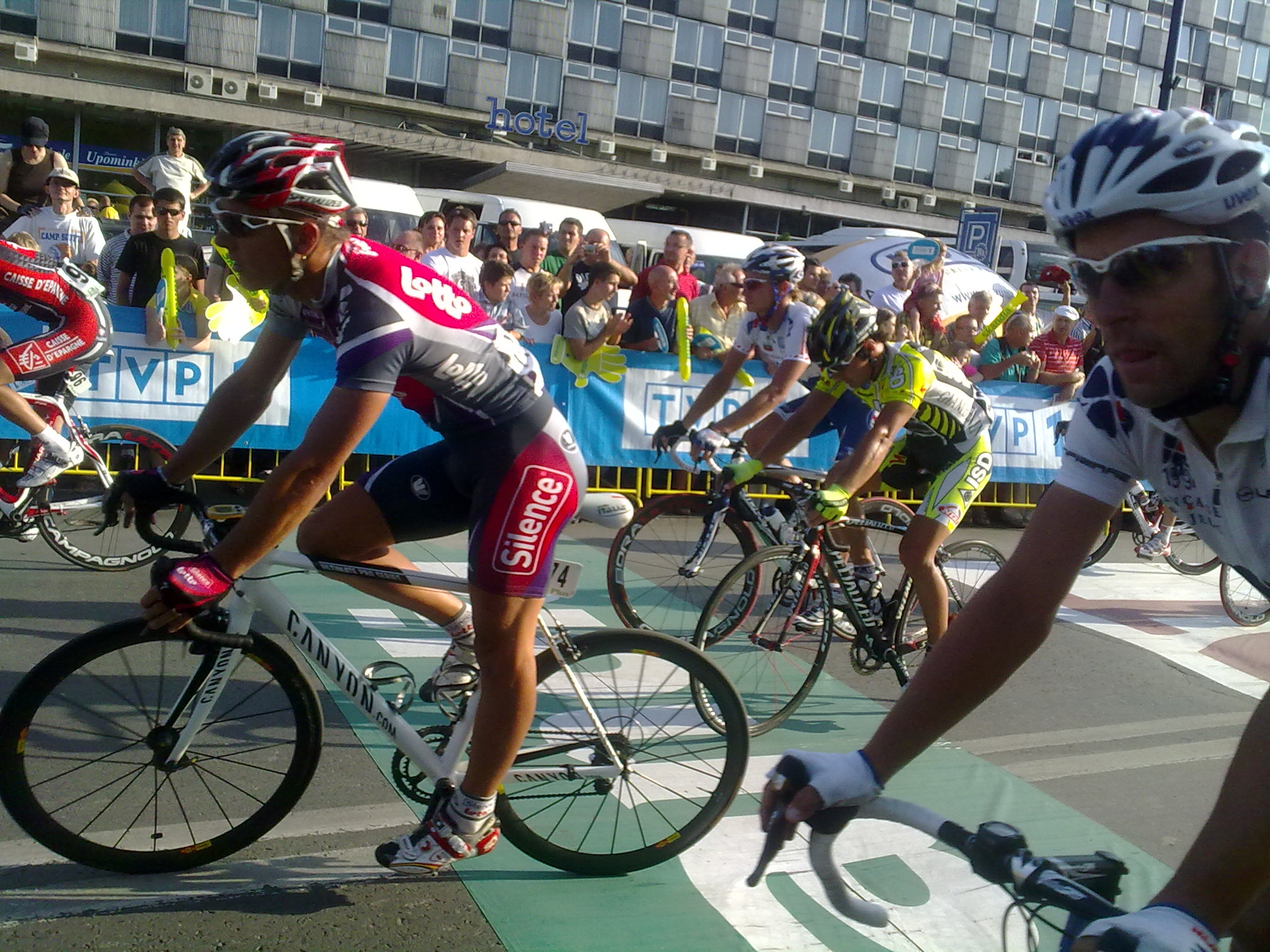
Zawodnicy na mecie ostatniego etapu

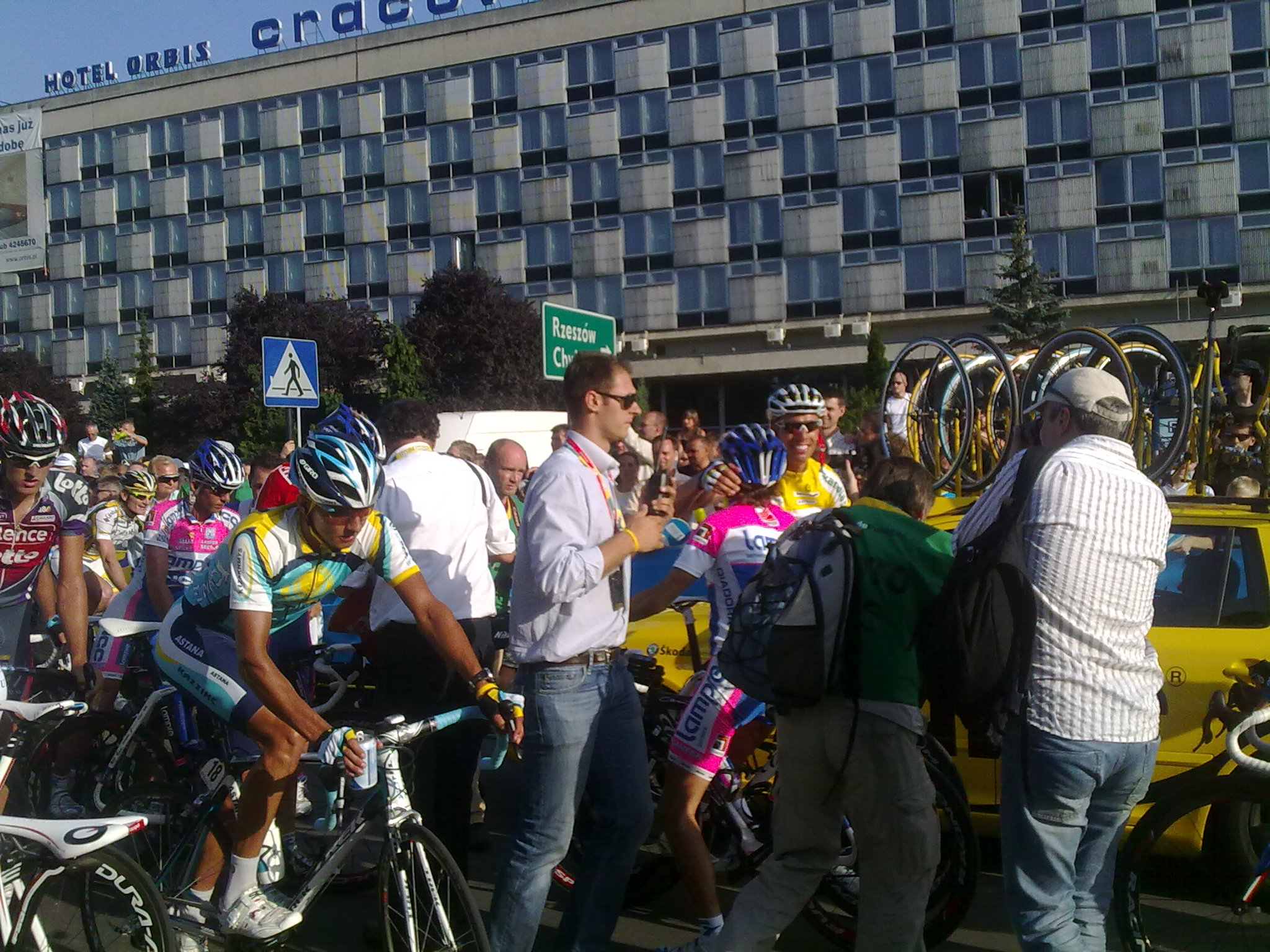
Zwycięzca wyścigu Alessandro Ballan na dalszym planie w żółtym trykocie

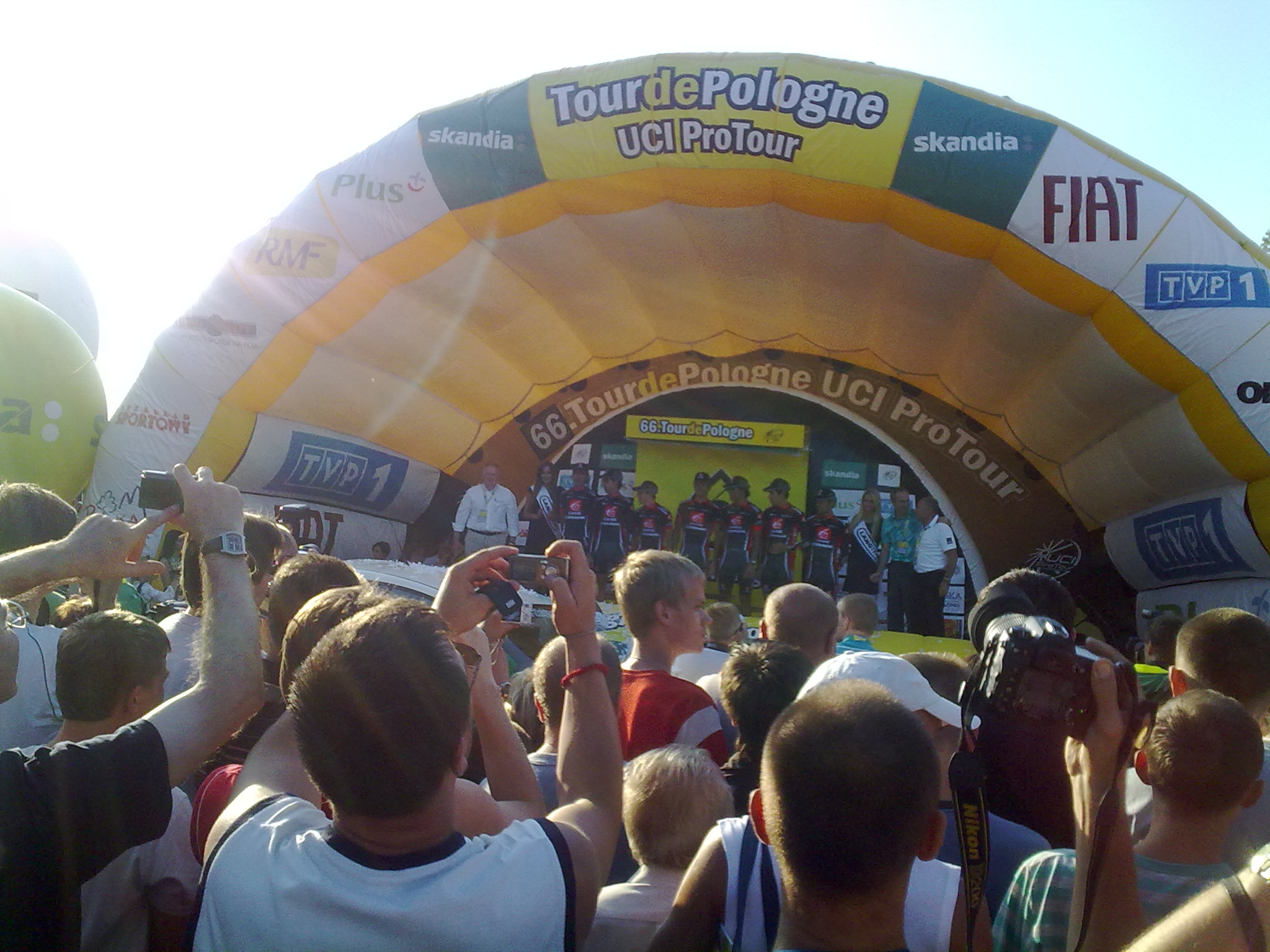
Najlepszy zespół – Caisse d’Épargne

66. edycja wyścigu kolarskiego Tour de Pologne odbyła się w dniach 2–8 sierpnia 2009 roku. Łączna długość trasy liczyła 1158,5 km. Nowością w tym roku był termin rozgrywania wyścigu, bowiem odbył się w sierpniu, a nie jak bywało w latach poprzednich miesiąc później. Najważniejszy wyścig kolarski w Polsce podobnie jak w poprzednich latach zaliczał się do klasyfikacji ProTour i aby nie kolidować z rozgrywanym we wrześniu wyścigu w Hiszpanii Vuelta a España organizatorom udało się zmienić termin. Do przyspieszenia decyzji o zmianie na wcześniejszą porę mogły przyczynić się również warunki pogodowe, bowiem przez cały wyścig w 2008 roku kolarzom, kibicom i organizatorom deszcz i przenikliwe jak na tę porę roku zimno dały się wyjątkowo we znaki.
Wyścig wygrał aktualny mistrz świata ze startu wspólnego kolarz włoski Alessandro Ballan, zawodnik grupy Lampre. Dwóch polskich zawodników zdobyło punkty UCI – Marek Rutkiewicz z Team Poland Bank BGŻ zajął szóste miejsce w klasyfikacji generalnej na mecie w Krakowie, a Sylwester Szmyd z Liquigas był siódmy.

## Etapy
| Etap     | Data       | Start                   | Meta          | Km    | Typ | Typ         |
| -------- | ---------- | ----------------------- | ------------- | ----- | --- | ----------- |
| I etap   | 2 sierpnia | Warszawa                | Warszawa      | 108,0 |     | płaski      |
| II etap  | 3 sierpnia | Serock                  | Białystok     | 219,1 |     | płaski      |
| III etap | 4 sierpnia | Bielsk Podlaski         | Lublin        | 225,1 |     | płaski      |
| IV etap  | 5 sierpnia | Nałęczów                | Rzeszów       | 239,7 |     | pagórkowaty |
| V etap   | 6 sierpnia | Strzyżów                | Krynica-Zdrój | 171,5 |     | górski      |
| VI etap  | 7 sierpnia | Krościenko nad Dunajcem | Zakopane      | 162,2 |     | górski      |
| VII etap | 8 sierpnia | Rabka-Zdrój             | Kraków        | 136,5 |     | pagórkowaty |

### Etap 1:Warszawa– Warszawa, 108,0 km
| Lp. | Zawodnik          | Zespół      | Czas        |
| --- | ----------------- | ----------- | ----------- |
| 1   | Borut Božič       | Vacansoleil | 02h 12' 56" |
| 2   | André Greipel     | Columbia    | + 0'00"     |
| 3   | Francesco Gavazzi | Lampre      | + 0'00"     |

| Lp. | Zawodnik      | Zespół      | Czas        |
| --- | ------------- | ----------- | ----------- |
| 1   | Borut Božič   | Vacansoleil | 02h 12' 46" |
| 2   | David Loosli  | Lampre      | +0'01"      |
| 3   | André Greipel | Columbia    | +0'04"      |

### Etap 2:Serock–Białystok, 219,1 km
| Lp. | Zawodnik         | Zespół    | Czas        |
| --- | ---------------- | --------- | ----------- |
| 1   | Angelo Furlan    | Lampre    | 04h 57' 25" |
| 2   | Jürgen Roelandts | Silence   | + 0'00"     |
| 3   | Juan José Haedo  | Saxo Bank | + 0'00"     |

| Lp. | Zawodnik      | Zespół      | Czas        |
| --- | ------------- | ----------- | ----------- |
| 1   | Borut Božič   | Vacansoleil | 07h 10' 11" |
| 2   | Angelo Furlan | Lampre      | + 0'00"     |
| 3   | David Loosli  | Lampre      | + 0'01"     |

### Etap 3:Bielsk Podlaski–Lublin, 225,1 km
| Lp. | Zawodnik         | Zespół     | Czas        |
| --- | ---------------- | ---------- | ----------- |
| 1   | Jacopo Guarnieri | Liquigas   | 05h 22' 31" |
| 2   | Allan Davis      | Quick Step | + 0'00"     |
| 3   | André Greipel    | Columbia   | + 0'00"     |

| Lp. | Zawodnik         | Zespół      | Czas        |
| --- | ---------------- | ----------- | ----------- |
| 1   | André Greipel    | Columbia    | 12h 32' 42" |
| 2   | Jacopo Guarnieri | Liquigas    | + 0'00"     |
| 3   | Borut Božič      | Vacansoleil | + 0'00"     |

### Etap 4:Nałęczów–Rzeszów, 239,7 km
| Lp. | Zawodnik             | Zespół   | Czas        |
| --- | -------------------- | -------- | ----------- |
| 1   | Edvald Boasson Hagen | Columbia | 05h 25' 55" |
| 2   | Jürgen Roelandts     | Silence  | + 0'00"     |
| 3   | Danilo Napolitano    | Katusha  | + 0'00"     |

| Lp. | Zawodnik         | Zespół      | Czas        |
| --- | ---------------- | ----------- | ----------- |
| 1   | Jürgen Roelandts | Silence     | 17h 58' 31" |
| 2   | Borut Božič      | Vacansoleil | + 0'06"     |
| 3   | Jacopo Guarnieri | Liquigas    | + 0'06"     |

### Etap 5:Strzyżów–Krynica-Zdrój, 171,5 km
| Lp. | Zawodnik          | Zespół           | Czas        |
| --- | ----------------- | ---------------- | ----------- |
| 1   | Alessandro Ballan | Lampre           | 03h 48' 23" |
| 2   | Daniel Moreno     | Caisse d’Epargne | + 0'00"     |
| 3   | Pieter Weening    | Rabobank         | + 0'00"     |

| Lp. | Zawodnik          | Zespół           | Czas        |
| --- | ----------------- | ---------------- | ----------- |
| 1   | Alessandro Ballan | Lampre           | 21h 47' 00" |
| 2   | Daniel Moreno     | Caisse d’Epargne | + 0'04"     |
| 3   | Pieter Weening    | Rabobank         | + 0'06"     |

### Etap 6:Krościenko nad Dunajcem–Zakopane, 162,2 km
| Lp. | Zawodnik             | Zespół      | Czas        |
| --- | -------------------- | ----------- | ----------- |
| 1   | Edvald Boasson Hagen | Columbia    | 04h 03' 40" |
| 2   | Alessandro Ballan    | Lampre      | + 0'00"     |
| 3   | Marco Marcato        | Vacansoleil | + 0'00"     |

| Lp. | Zawodnik             | Zespół           | Czas        |
| --- | -------------------- | ---------------- | ----------- |
| 1   | Alessandro Ballan    | Lampre           | 25h 50' 34" |
| 2   | Daniel Moreno        | Caisse d’Epargne | + 0'10"     |
| 3   | Edvald Boasson Hagen | Columbia         | + 0'11"     |

### Etap 7:Rabka-Zdrój–Kraków, 136,5 km
| Lp. | Zawodnik           | Zespół            | Czas        |
| --- | ------------------ | ----------------- | ----------- |
| 1   | André Greipel      | Columbia          | 02h 55' 39" |
| 2   | Christopher Sutton | Garmin-Slipstream | + 0'00"     |
| 3   | Wouter Weylandt    | Quick Step        | + 0'00"     |

| Lp. | Zawodnik             | Zespół           | Czas        |
| --- | -------------------- | ---------------- | ----------- |
| 1   | Alessandro Ballan    | Lampre           | 28h 46' 13" |
| 2   | Daniel Moreno        | Caisse d’Epargne | + 0'10"     |
| 3   | Edvald Boasson Hagen | Columbia         | + 0'11"     |

## Posiadacze koszulek po poszczególnych etapach
| Etap                 | Zwycięzca            | Klasyfikacja generalna | Klasyfikacja górska | Klasyfikacja punktowa | Klasyfikacja aktywnych | Klasyfikacja drużynowa | Najwyżej sklasyfikowany Polak |
| -------------------- | -------------------- | ---------------------- | ------------------- | --------------------- | ---------------------- | ---------------------- | ----------------------------- |
| 1                    | Borut Božič          | Borut Božič            | Błażej Janiaczyk    | Borut Božič           | David Loosli           | Team Poland Bank BGŻ   | Błażej Janiaczyk              |
| 2                    | Angelo Furlan        | Borut Božič            | Błażej Janiaczyk    | Jürgen Roelandts      | David Loosli           | Team Poland Bank BGŻ   | Błażej Janiaczyk              |
| 3                    | Jacopo Guarnieri     | André Greipel          | Błażej Janiaczyk    | André Greipel         | David Loosli           | Team Poland Bank BGŻ   | Bartłomiej Matysiak           |
| 4                    | Edvald Boasson Hagen | Jürgen Roelandts       | Błażej Janiaczyk    | Jürgen Roelandts      | David Loosli           | Team Poland Bank BGŻ   | Bartłomiej Matysiak           |
| 5                    | Alessandro Ballan    | Alessandro Ballan      | Paweł Brutt         | Jürgen Roelandts      | David Loosli           |                        | Marek Rutkiewicz              |
| 6                    | Edvald Boasson Hagen | Alessandro Ballan      | Marek Rutkiewicz    | Jürgen Roelandts      | David Loosli           |                        | Marek Rutkiewicz              |
| 7                    | André Greipel        | Alessandro Ballan      | Marek Rutkiewicz    | Jürgen Roelandts      | David Loosli           |                        | Marek Rutkiewicz              |
| Klasyfikacja końcowa | Klasyfikacja końcowa | Alessandro Ballan      | Marek Rutkiewicz    | Jürgen Roelandts      | David Loosli           | Caisse d’Epargne       | Marek Rutkiewicz              |

## Klasyfikacje

### Klasyfikacja generalna
|    | Kolarz               | Zespół               | Czas        | UCI Punkty |  |
| -- | -------------------- | -------------------- | ----------- | ---------- |  |
| 1  | Alessandro Ballan    | Lampre               | 28h 46' 13" | 50 + 5     |  |
| 2  | Daniel Moreno        | Caisse d’Epargne     | + 0'10"     | 40 + 2     |  |
| 3  | Edvald Boasson Hagen | Columbia             | + 0'11"     | 35 + 6     |  |
| 4  | Pieter Weening       | Rabobank             | + 0'12"     | 30 + 1     |  |
| 5  | Francesco Reda       | Quick Step           | + 0'16"     | 25         |  |
| 6  | Marek Rutkiewicz     | Team Poland Bank BGŻ | + 0'16"     | 20         |  |
| 7  | Sylwester Szmyd      | Liquigas             | + 0'16"     | 15         |  |
| 8  | Marco Marcato        | Vacansoleil          | + 0'23"     | 10 + 1     |  |
| 9  | Pablo Lastras        | Caisse d’Epargne     | + 0'26"     | 5          |  |
| 10 | Francesco Gavazzi    | Lampre               | + 0'11"     | 2 + 1      |  |

### Klasyfikacja najaktywniejszych
|   | Kolarz         | Kraj       | Zespół       | Punkty |
| - | -------------- | ---------- | ------------ | ------ |
| 1 | David Loosli   | Szwajcaria | Lampre       | 9      |
| 2 | László Bodrogi | Węgry      | Team Katusha | 9      |
| 3 | Björn Schröder | Niemcy     | Milram       | 8      |

### Klasyfikacja górska
|   | Kolarz           | Kraj     | Zespół           | Punkty |
| - | ---------------- | -------- | ---------------- | ------ |
| 1 | Marek Rutkiewicz | Polska   | Polska           | 100    |
| 2 | Jacek Morajko    | Polska   | Polska           | 59     |
| 3 | Tadej Valjavec   | Słowenia | Ag2r-La Mondiale | 31     |

### Klasyfikacja punktowa
|   | Kolarz           | Kraj      | Zespół        | Punkty |
| - | ---------------- | --------- | ------------- | ------ |
| 1 | Jürgen Roelandts | Belgia    | Silence-Lotto | 77     |
| 2 | André Greipel    | Niemcy    | Team Columbia | 72     |
| 3 | Graeme Brown     | Australia | Rabobank      | 69     |

### Najlepsze czasy zespołu
|   | Zespół           | Czas     |
| - | ---------------- | -------- |
| 1 | Caisse d’Epargne | 86:20,01 |
| 2 | Vacansoleil      | + 0'15"  |
| 3 | Lampre           | + 0'23"  |

### Najlepszy z Polaków
| Kolarz              | Zespół | Czas        |
| ------------------- | ------ | ----------- |
| 6. Marek Rutkiewicz | Polska | 28h 46' 29" |